# コンゴウフグ属
コンゴウフグ属 (学名:Lactoria) は、ハコフグ科の属。インド太平洋に分布し、1種は大西洋からも知られている。

## 分類と名称
1902年にアメリカの魚類学者であるデイビッド・スター・ジョーダンとヘンリー・ウィード・ファウラーによって、ハコフグ属の亜属として提唱され、Ostracion cornutus がタイプ種に指定された。O. conrunutus は1758年に出版された『自然の体系』第10版の中で記載され、タイプ産地はインドとされた。『Fishes of the World』第5版ではフグ目に分類されている。
属名は「乳牛」を意味し、目の上の大きな棘が牛の角に似ていることに由来する。英名は同様の由来から「Cowfish」である。

## 下位分類
3種が分類されている。
- コンゴウフグ Lactoria cornuta (Linnaeus, 1758) (longhorn cowfish)
- ウミスズメ Lactoria diaphana (Bloch & J.G .Schneider, 1801) (roundbelly cowfish)
- シマウミスズメ Lactoria fornasini (Bianconi, 1846) (thornback cowfish)

Lactoria paschae はFishBaseでは認められているが、ウミスズメのシノニムとされる場合が多い。

## 形態
体は分厚い長方形で、大部分は互いに接合した厚い六角形の甲羅に覆われている。甲羅には水平の隆起が5つあり、背面の隆起はあまり発達せず、側面の隆起は上下に1対ずつある。目の上には大きな棘があり、側面下側の隆起の後端にも棘があり、背面の隆起の途中に棘がある場合もある。口は小さく吻の先端にあり、唇は厚く、各顎には15本以下の中くらいの大きさの円錐形の歯が並ぶ。胸鰭基部前方には短い斜めの鰓裂がある。背鰭と臀鰭は後部にあり、尾柄は薄く柔軟で、尾鰭は扇形である。最大種は全長45cmを超えるコンゴウフグで、最小種は全長20cm程度のシマウミスズメである。

## 分布
南東大西洋、アフリカ南西部沖、インド太平洋を通って南アメリカ西海岸沖の東太平洋まで分布する。